# Cantó de Saint-Jean-de-Maurienne
El cantó de Saint-Jean-de-Maurienne és un cantó francès del departament de la Savoia, a la regió d'Alvèrnia-Roine-Alps. Està inclòs en el districte de Saint-Jean-de-Maurienne, té 16 municipis i el cap cantonal és Saint-Jean-de-Maurienne.

## Municipis
- Albiez-le-Jeune
- Albiez-Montrond
- Le Châtel
- Fontcouverte-la-Toussuire
- Hermillon
- Jarrier
- Montricher-Albanne
- Montvernier
- Pontamafrey-Montpascal
- Saint-Jean-d'Arves
- Saint-Jean-de-Maurienne
- Saint-Julien-Mont-Denis
- Saint-Pancrace
- Saint-Sorlin-d'Arves
- Villarembert
- Villargondran

## Història
| Període                               | Identitat            | Partit                      | Qualitat                                                                                                 |
| ------------------------------------- | -------------------- | --------------------------- | --- |
| Les dades anteriors no són conegudes. |                      |                             | |
| 1945-1957                             | Louis Sibué          | SFIO                        | Diputat (1936-1942 i 1951-1955)                                                                          |
| 1957-1958                             | Samuel Pasquier      | RGR després UNR             | Alcalde de Saint-Jean-de-Maurienne (1953-1971)                                                           |
| 1958-1994                             | Paul Perrier         | SFIO després PS             | Vicepresident del Consell general diputat (1981-1986) - Alcalde de Villargondran (1953-1996)             |
| 1994-2001                             | Roland Merloz        | PS                          | Alcalde de Saint-Jean-de-Maurienne (1977-2008)                                                           |
| 2001-en cours                         | Pierre-Marie Charvoz | RPR després UMP després DVD | Vicepresident delegat del Consell General Alcalde de Saint-Jean-de-Maurienne des de 2008 Diputat suplent |

## Demografia
| 1882                                                          | 1926 | 1962 | 1968 | 1975 | 1982   | 1990   | 1999   | 1999   |
| ?                                                             | ?    | ?    | ?    | ?    | 15 748 | 15 746 | 15 666 | 15 779 |
| ------------------------------------------------------------- | ---- | ---- | ---- | ---- | ------ | ------ | ------ | ------ |
| Nombre retenu à partir de 1990: Població sense dobles comptes |      |      |      |      |        |        |        |        |